# Meje
Meje – wieś w Słowenii, w gminie Cirkulane. W 2018 roku liczyła 49 mieszkańców.